# Jenaer Philharmonie

Logo

Die Jenaer Philharmonie ist ein Symphonieorchester in Jena.

## Geschichte
Im Jahr 1934 wurde anlässlich der anstehenden 700-Jahr-Feier der Stadt aus dem „Collegium musicum Jenense“ der Friedrich-Schiller-Universität Jena das Städtische Sinfonieorchester Jena gegründet. Von 1945 bis 1949 fungierte es als Orchester des Stadttheaters Jena. Ab 1950 nannte es sich Kulturorchester Jena, ab 1953 Sinfonieorchester Jena, bevor es am 21. September 1969 in den Status einer Philharmonie erhoben wurde. Das Orchester ist bis heute mit 85 Musikern der größte philharmonische Klangkörper Thüringens (und der zweitgrößte nach der Staatskapelle Weimar). Außerdem ist die Jenaer Philharmonie die größte Kultureinrichtung der Stadt Jena und des Eigenbetriebes JenaKultur.

## Dirigenten/Chöre
Bisherige Orchesterleiter waren Ernst Schwaßmann (1934–1945), Carl Ferrand (1945–1947), Albert Müller (1947–1949), Gerhard Hergert (1950–1959), Hans Heinrich Schmitz (1959–1966), Günter Blumhagen (1967–1981), Christian Ehwald (1981–1989), Andreas S. Weiser (1991–1998) und Andrei Wiktorowitsch Boreiko (1998–2003).
Von 2004 bis 2010 war der Australier Nicholas Milton Generalmusikdirektor des Orchesters (gleichzeitig Chefdirigent am Willoughby Symphony Orchestra in Sydney, und seit 2007 zudem Künstlerischer Leiter und Chefdirigent des Canberra Symphony Orchestra). Ihm folgte der US-Amerikaner Marc Tardue von 2012 bis 2017. Zur Spielzeit 2017/18 wurde Simon Gaudenz als neuer Generalmusikdirektor vorgestellt, er hat einen Vertrag bis zum Ende der Spielzeit 2028/29.
Intendant war von 2015 bis 2017 Daniel Kernchen.
Des Weiteren gehören zur Jenaer Philharmonie drei Chöre: Philharmonischer Chor Jena (gegründet 1970), Knabenchor der Jenaer Philharmonie (1976) und Madrigalkreis (1968). Alle drei Chöre stehen zurzeit unter der künstlerischen Leitung von Berit Walther.

## Preise/Auszeichnungen/Kooperationen
Die Jenaer Philharmonie gewann in den Jahren 1999 bis 2002 dreimal in Folge die Auszeichnung für das beste Konzertprogramm der Saison, vergeben durch den Deutschen Musikverleger-Verband. Diese Spanne ist bisher einmalig in der Geschichte dieses Preises.
Seit Herbst 2005 ist die Jenaer Philharmonie Mitglied des europäischen Orchesternetzwerkes ONE – An Orchestra Network for Europe, zusammen mit Klangkörpern aus Frankreich, Polen, Slowenien, der Slowakei, Finnland und Lettland. Unter dem Konzept "ONE ... goes places" versteht man den internationalen Austausch von Künstlern, Solisten und Dirigenten. Außerdem beinhaltet es einen Wettbewerb für junge Künstler ("ONE Young Artist Competition - Be the ONE!"), sowie Workshops für Schüler und Studenten. Damit fördert das Netzwerk die europäische Kulturentwicklung und den interkulturellen Dialog zwischen den jungen Generationen.
Seit vielen Jahren steht die Jenaer Philharmonie als Partnerorchester für den Dirigenten-Nachwuchs der Weimarer Musikhochschule zur Verfügung, insbesondere in den jährlich angebotenen Weimarer Meisterkursen.

## Spielstätte/Instrumente
Die Jenaer Philharmonie hat ihren Sitz seit ihrer Gründung in dem von Ernst Abbe 1905 gestifteten Volkshaus Jena und nutzt den dortigen großen Saal als Hauptspielstätte mit einer Kapazität von ca. 750 Plätzen in Parkett und Rang.
Im Saal verfügt die Jenaer Philharmonie über eine Sauer-Orgel aus dem Jahr 1987, mit 61 Registern und 4800 Pfeifen.

## CD-Veröffentlichungen (Auswahl)
- Franz Berwald, Symphonies Nos. 1-4; David Montgomery (1996)
- Ludwig van Beethoven, Klavierkonzerte 1 und 3; David Montgomery (1996)
- Leonard Bernstein, Symphonic Dances from West Side Storie a.o.; David Montgomery (1997)
- Ludwig van Beethoven, Tripelkonzert op. 56 a.o.; David Montgomery (1997)
- Howard Hanson, Symphonies Nos. 2,3, Elegy; David Montgomery (1997)
- Heitor Villa-Lobos, Orchesterwerke; David Montgomery (1998)
- Dmitri Schostakowitsch, Symphony No. 11 "The year 1905"; David Montgomery (1998)
- From Moscow with love; Sergej Nakariakow, Andrej Boreyko (2001)
- Gustav Mahler, 3. Sinfonie; Brigitta Svenden, Mezzosopran, Großes Orchester der Jenaer Philharmonie, Knabenchor der Jenaer Philharmonie, Philharmonischer Chor Jena, Andrey Boreyko, Konzertmitschnitt vom 28. Juni 2003, Volkshaus Jena
- Masaa, Jenaer Philharmonie unter Leitung von Bernd Ruf: East West Symphony: Hiwar (GP Arts 2021)